# Nuttallia reverchonii
Nuttallia reverchonii là một loài thực vật có hoa trong họ Loasaceae. Loài này được (Urb. & Gilg) W.A. Weber mô tả khoa học đầu tiên năm 1984.